# Maia Morgenstern

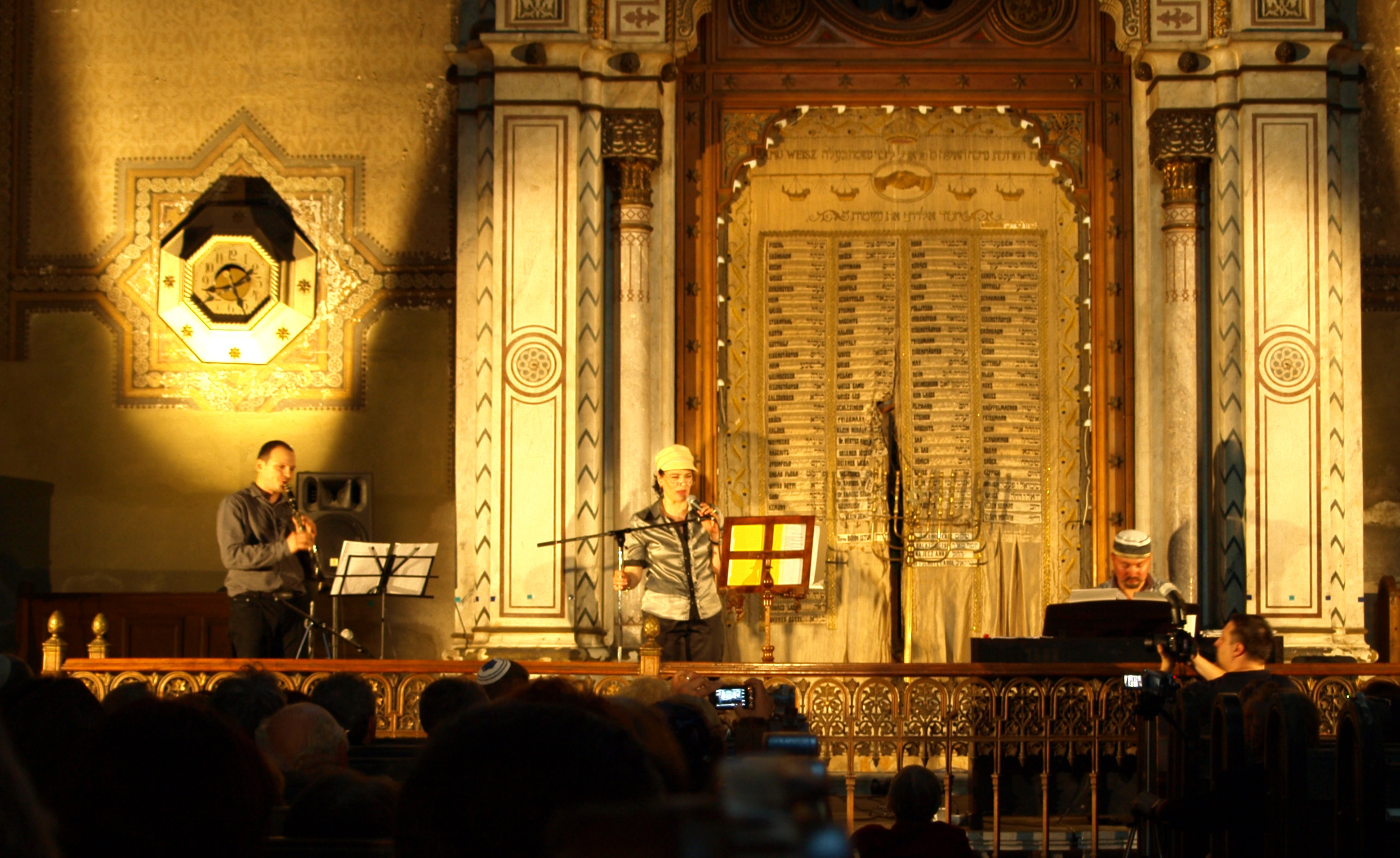
Maia Morgenstern en concert, cantant cançons jueves.Timișoara, Romania, 25 de maig de 2010.

La Maia Emilia Ninel Morgenstern (pronunciat en romanès: [ˈMaja ˈmorɡənʃtern]) és una actriu de cinema i escenografia romanesa descrita per Florin Mitu de AMOS News com "un símbol del teatre i el cinema romanès". Al món anglosaxó és probablement més coneguda pel paper de la Mare de Déu, a La passió del Crist, de Mel Gibson. A Romania, és coneguda en l'àmbit nacional des del seu paper de Nela a Balanța el 1992, una pel·lícula coneguda als Estats Units com The Oak, ambientada durant els dies minvants de la Romania comunista. Va rebre una estrella al passeig de la fama de Romania a Bucarest l'1 de maig de 2011.

## Biografia
Nascuda a Bucarest, Romania, en una família jueva va graduar-se a l'Acadèmia de Cinema i Teatre de Bucarest el 1985. Després va tocar al Teatrul Tineretului (Teatre Juvenil) a Piatra Neamț fins al 1988, i al Teatrul Evreiesc de Stat (Teatre jueu estatal) de Bucarest, 1988, 1989 i 1990.Del 1990 al 1998 va formar part de la companyia del Teatre Nacional de Bucarest, i des del 1998 de Teatrul Bulandra, també a Bucarest; a més, continua actuant al Jewish State Theatre i altres teatres de Bucarest i en altres llocs de Romania.
Entre els seus papers escènics més destacats dels darrers anys, s'hi troba la producció en romanès de L’àngel blau (Îngerul Albastru en romanès) al Teatre Odeon de Bucarest, el 2002, on va interpretar (amb gran aclamació de la crítica) Lola, el personatge que va fer famós Marlene Dietrich. Al mateix temps, també interpretava el paper de Kathleen Hogan en una producció en llengua romanesa de Park Your Car d'Israel Horovitz al jardí de Harvard al teatre jueu estatal.
Morgenstern ha aparegut en nombroses pel·lícules, principalment en papers en llengua romanesa. A La passió del Crist, interpreta un paper en arameu, però, com els altres actors del repartiment d’aquesta pel·lícula, simplement va memoritzar fonèticament les seves línies.
El seu cognom, Morgenstern, significa "Estrella del matí" en alemany, un títol afegit a la Mare de Déu, el personatge que va interpretar a La passió del Crist. Mel Gibson, una devota catòlica tradicionalista, va pensar que això tenia una gran importància a l’hora de llançar-la. En entrevistes, ha defensat La passió del Crist contra les denúncies d'antisemitisme, dient que el gran sacerdot Caifàs no era el representant del poble jueu, sinó com a líder de l'establiment, afegint que "al llarg de la història les autoritats sempre han perseguit individus amb idees revolucionàries".

## Vida personal
S'ha casat dues vegades i té 3 fills: l'actor Tudor Aaron, Eva Leea Cabiria i Ana Isadora.

## Premis, reconeixement
Ha guanyat diversos premis importants com a actriu:
- Millor actriu per: Cei care platesc cu viața ("Els que paguen amb la vida", 1991), Unió de Cineastes de Romania
- UNITER (associació de teatre romanesa) Premi Lucia Sturdza Bulandra (1990) pel seu paper escènic de Medea a Trilogia antică (Trilogia antiga), dirigida per Andrei Șerban.
- Millor actriu per: Balanța (1992), European Film Awards[6]
- Millor actriu per: Balanța (1992), Cinéma Tout Ecran (Festival de cinema de Ginebra
- Millor actriu per: Balanța (1992), Unió de cineastes romanesos
- Premi UNITER a la millor actriu (1993), pel seu paper a Ghetto al Teatre Nacional de Romania.
- Premi UNITER (1995) per la seva interpretació a la producció escènica de Lola Blau .
- Millor actriu de cinema per: La passió del Crist (2004), Ethnic Multicultural Media Awards (EMMA Awards), Regne Unit[7]

## Filmografia
Quan les traduccions de títols estan en cursiva, indica l'ús del títol traduït per a la pel·lícula en versió en anglès.
| Pel·lícula | Any             | Rol                                                     | Llengua                           |
| --- | --------------- | ------------------------------------------------------- | --------------------------------- |
| The Resurrection of the Christ                                                                                            | 2022            | Maria                                                   | Arameu                            |
| What About Love | 2020            | Germana Martina                                         | Anglès, Castellà                  |
| Sacrificiul | 2019-2020       | Eva Oprea/ Eva Ioanid                                   | Romanès                           |
| Capra cu trei iezi | 2019            | Capra                                                   | Romanès                           |
| Fructul oprit (TV series)                                                                                                 | 2019            | Mgda Popa                                               | Romanès                           |
| High Strung | 2016            | Madame Markova                                          | Anglès                            |
| Selfie69 | 2016            | Femeie Bila                                             | Romanès                           |
| Miss Christina | 2013            | Mrs.Moscu                                               | Romanès                           |
| The Secret of Polichinelle                                                                                                | 2013            | Maya                                                    | Romanès                           |
| Fata din Transilvania | 2011            |                                                         | Romanès                           |
| La fin du silence | 2011            | La mare                                                 | Francès                           |
| Sange Tanar, Munti Si Brazi                                                                                               | 2011            | Mama                                                    | Romanès drama                     |
| Luna verde | 2010            | Simona                                                  | Romanès                           |
| Iubire si onoare (TV series)                                                                                              | 2010–2011       | Marieta                                                 | Romanès                           |
| Aniela (tv series) | 2009–2010       | Maica Stareţa                                           | Romanès                           |
| The House of Terror | 2008            | Eszter Somos                                            | Anglès                            |
| Eva | 2009            | Maria                                                   | Anglès                            |
| The Fence | 2007            | La mare de l'Herman                                     | Anglès                            |
| Mansfeld | 2006            | Mrs.Mansfeld                                            | Hongarès / Anglès / Rus / Alemany |
| Margo | 2006            | Germanastra de la Margo                                 | Romanès                           |
| Visuri otrăvite ("Poisoned Dreams")                                                                                       | 2006            | Mare de l'Ada                                           | Romanès                           |
| 15 | 2005            | Irene                                                   | Romanès / Francès                 |
| L'Homme pressé | 2005, TV        | Bonne de Bois de Rose                                   | Francès                           |
| Orient Express | 2004            | Amalia Frunzetti                                        | Romanès                           |
| Damen tango | 2004            |                                                         | Romanès                           |
| The Passion of the Christ                                                                                                 | 2004            | Maria                                                   | Arameu                            |
| Căsătorie imposibilă ("Impossible marriage")                                                                              | 2004, TV series |                                                         | Romanès                           |
| Bolondok éneke (Fool's Song)                                                                                              | 2003            | Gina                                                    | Hongarès / Francès / Romanès      |
| A Rózsa énekei (Rose's Songs)                                                                                             | 2003            | Olga                                                    | Hongarès                          |
| Patul lui Procust (Procust's Bed) Based on Camil Petrescu's novel Patul lui Procust                                       | 2001            | Doamna T.                                               | Romanès                           |
| Dark Prince: The True Story of Dracula                                                                                    | 2000, TV        | Dona de la font                                         | Anglès                            |
| Marie, Nonna, la vierge et moi                                                                                            | 2000            | Nonna                                                   | Francès                           |
| Kínai védelem (Chinese Defense)                                                                                           | 1999            |                                                         | Hongarès                          |
| Față în față (Face to Face)                                                                                               | 1999            |                                                         | Romanès                           |
| Triunghiul morții ("Triangle of Death")                                                                                   | 1999            | Regina Maria                                            | Romanès                           |
| Az Álombánya | 1998, TV, short |                                                         | Hongarès                          |
| Witman fiúk (Witman Boys)                                                                                                 | 1997            | Mrs.Witman                                              | Hongarès                          |
| Omul zilei (The Man of the Day)                                                                                           | 1997            |                                                         | Romanès                           |
| Ulysses'Gaze (original Greek title: Το Βλέμμα του Οδυσσέα, To Vlemma tu Odissea)                                          | 1995            | el conrari de Harvey Keitel com a dona d'Ulisses        | Anglès / Greek                    |
| The Seventh Chamber | 1995            | Edith Stein (paper principal)                           | Hongarès                          |
| Nostradamus | 1994            | Helen                                                   | Anglès                            |
| Trahir (Betrayal, Romanès title: A trada)                                                                                 | 1993            | Dona a la presó                                         | Francès / Romanès                 |
| Casa din vis ("The House from the Dream")                                                                                 | 1993            |                                                         | Romanès                           |
| Cel mai iubit dintre pămînteni (The Earth's Most Beloved Son) based on Marin Preda's novel Cel mai iubit dintre pământeni | 1993            |                                                         | Romanès                           |
| Balanța (The Oak) | 1992            | Nela (paper principal)                                  | Romanès                           |
| Rămînerea (Forgotten by God)                                                                                              | 1992            |                                                         | Romanès                           |
| Băiatul cu o singură bretea, also known as Flăcăul cu o singura bretea ("The Boy with a Single Brace")                    | 1991            |                                                         | Romanès                           |
| Cei care plătesc cu viața (Those Who Pay with Their Lives)                                                                | 1991            |                                                         | Romanès                           |
| Pasaj | 1990            |                                                         | Romanès                           |
| Marea sfidare ("The great defiance")                                                                                      | 1989            |                                                         | Romanès                           |
| Maria și marea ("Maria and the Sea")                                                                                      | 1988            | Maria                                                   | Romanès                           |
| Anotimpul iubirii (The Season of Love)                                                                                    | 1986            |                                                         | Romanès                           |
| Secretul lui Bachus (The Secret of Bacchus)                                                                               | 1984            | la nena del restaurant (com a Maia Morgenstern Istodor) | Romanès                           |
| Dreptate în lanțuri (Chained Justice)                                                                                     | 1983            |                                                         | Romanès                           |
| Prea cald pentru luna mai ("Too hot for the month of May")                                                                | 1983            |                                                         | Romanès                           |